# Buenache de Alarcón
Buenache de Alarcón – gmina w Hiszpanii, w prowincji Cuenca, w Kastylii-La Mancha, o powierzchni 64,16 km². W 2011 roku gmina liczyła 612 mieszkańców.